# کتاب‌شناسی ماکس وبر

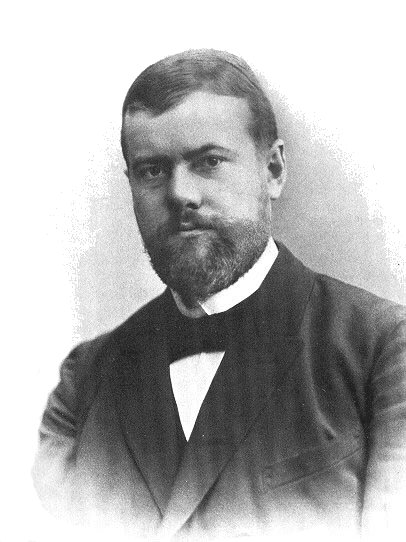
ماکس وبر در سال ۱۸۹۴

کتاب‌شناسی ماکس وبر فهرست از آثار ماکس وبر (۲۱ آوریل ۱۸۶۴–۱۴ ژوئن ۱۹۲۰) جامعه‌شناس آلمانی به ترتیب سال انتشار است. عناوین اصلی و عناوین ترجمه شده در صورت امکان با تاریخ انتشار آورده شده‌است. سپس فهرستی از آثار ترجمه به انگلیسی، با اولین تاریخ پیدا شده برای ترجمه ذکر شده‌است. به احتمال زیاد فهرست ترجمه‌ها ناقص است. وبر تمام کتاب‌های خود را به آلمانی نوشت. احتمالاً عناوین اصلی منتشر شده پس از مرگش، ناتمام هست (به عبارت «مقالات گردآوری شده…» در عناوین توجه کنید). بسیاری از ترجمه‌ها از قطعات یا برگزیده‌هایی از اصل‌های مختلف آلمانی هستند ولی نام ترجمه‌ها اغلب نشان نمی‌دهد که از کدام آثار آلمانی گرفته شده‌اند. 

## اصل
- تاریخ مشارکت‌های تجاری در قرون وسطی (اصلی - ۱۸۸۹)
- تاریخ کشاورزی روم و اهمیت آن برای حقوق عمومی و خصوصی (اصلی - ۱۸۹۱)
- شرایط کارگران مزرعه در شرق البه آلمان (اصلی - ۱۸۹۲)
- بورس اوراق بهادار (اصلی - ۱۸۹۴ تا ۱۸۹۶)
- کشور ملت و سیاست اقتصادی ملی (اصلی - ۱۸۹۵) - سخنرانی افتتاحیه در دانشگاه فرایبورگ
- مقالات گردآوری شده در مورد جامعه‌شناسی دین (اصلی - ۱۹۲۰ تا ۱۹۲۱)
- مجموعه نوشته‌های سیاسی (اصلی - ۱۹۲۱)
- مبانی عقلانی و جامعه‌شناختی موسیقی (اصلی - ۱۹۲۱)
- مقالات گردآوری شده دربارهٔ نظریه علمی (اصلی - ۱۹۲۲)
- اقتصاد و جامعه (اصلی - ۱۹۲۲)
- مقالات گردآوری شده در مورد جامعه‌شناسی و سیاست اجتماعی (اصلی - ۱۹۲۴)
- تاریخ اقتصادی (اصلی - ۱۹۲۴)
- جامعه‌شناسی دولتی  (اصلی - ۱۹۵۶)
- نسخه کامل ماکس وبر نسخه انتقادی مجموعه آثار.

## ترجمه‌ها
- اخلاق پروتستان و روح سرمایه‌داری (اصلی - ۱۹۰۴ تا ۱۹۰۵، ترجمه - ۱۹۳۰)
- از ماکس وبر: مقالاتی در جامعه‌شناسی (ترجمه - 1946) شابک ‎۰-۱۹-۵۰۰۴۶۲-۰
- نظریه سازمان اجتماعی و اقتصادی (تالکوت پارسونز» ترجمه جلد ۱ «اقتصاد و جامعه») (اصل - ۱۹۱۵؟، ترجمه - ۱۹۴۷)
- ماکس وبر در مورد روش‌شناسی علوم اجتماعی (ترجمه ۱۹۴۹)
- تاریخ اقتصادی عمومی - علل اجتماعی زوال تمدن باستان (اصلی - ۱۹۲۷، ترجمه ۱۹۵۰)
- دین چین: کنفوسیوس و تائوئیسم (ترجمه - ۱۹۵۱)
- یهودیت باستان (اصلی ۱۹۱۷–۱۹۲۰، بخشی از بخشی از مجموعه مقالات در مورد جامعه‌شناسی دین در ۱۹۲۰–۱۹۲۱، ترجمه - ۱۹۵۲)
- ماکس وبر در مورد قانون در اقتصاد و جامعه (ترجمه - ۱۹۵۴)
- شهر (اصلی - ۱۹۲۱، ترجمه - ۱۹۵۸)
- دین هند: جامعه‌شناسی هندوئیسم و بودیسم (ترجمه - ۱۹۵۸)
- مبانی عقلانی و اجتماعی موسیقی (ترجمه - ۱۹۵۸)
- انواع سه‌گانه قاعده مشروعیت (ترجمه - ۱۹۵۸)
- مفاهیم اساسی جامعه‌شناسی (ترجمه - ۱۹۶۲)
- جامعه‌شناسی کشاورزی تمدن‌های باستان (ترجمه - ۱۹۷۶)
- نقد استاملر (ترجمه - ۱۹۷۷)
- اقتصاد و جامعه: طرح کلی جامعه‌شناسی تفسیری (ترجمه - ۱۹۷۸)
- دربارهٔ کاریزما و نهادسازی (ترجمه - ۱۹۹۴)
- وبر: نوشته‌های سیاسی (ترجمه - ۱۹۹۴)
- انقلاب‌های روسیه (اصلی - ۱۹۰۵، ترجمه - ۱۹۹۵)
- مقالاتی در جامعه‌شناسی اقتصادی (ترجمه - ۱۹۹۹)
- عقلانیت‌گرایی وبر و جامعه مدرن: ترجمه‌های جدید در مورد سیاست، بوروکراسی، و قشربندی اجتماعی (اصلی ۱۹۱۴–۱۹۱۹، ترجمه - ۲۰۱۵)
- جامعه‌شناسی دین

## ترجمه‌های تاریخ نامعلوم
- Roscher and Knies و مسئله منطقی اقتصاد تاریخی  (اصلی؟ - ۱۹۰۳–۱۹۰۵)
- جامعه‌شناسی جامعه (ترجمه -؟)
- جامعه‌شناسی دین (ترجمه -؟)
- جامعه‌شناسی ادیان جهان: مقدمه  (ترجمه -؟)
- رد و معنای جهان (ترجمه -؟)
- عینیت دانش جامعه‌شناختی و اجتماعی- سیاسی ، (اصلی؟ - ۱۹۰۴)
- سیاست به مثابه حرفه، (اصلی؟ - ۱۹۱۹)
- علم به عنوان یک زیست‌پیشه ، [؟] ('علم به عنوان شغل، سیاست به عنوان شغل' = 'علم به عنوان شغل، سیاست به عنوان شغل')
- جامعه‌شناسی حکومت و دین ، (ترجمه-؟)
- فرقه‌های پروتستان و روح سرمایه‌داری، [؟]

## کتاب‌شناسی آنلاین
برای فهرستی از وب‌سایت‌های حاوی آثار آنلاین، به بخش 'پیوند به بیرون' مقاله ماکس وبر مراجعه کنید.